# إديث بوتير
إديث بوتير (بالإنجليزية: Edith Louise Potter)‏ هي طبيبة وأستاذة جامعية أمريكية، ولدت في 1901 في كلينتون في الولايات المتحدة، وتوفيت في 1993 بسبب سرطان القولون.